# Флаг Котласа
Флаг муниципального образования «Ко́тлас» Архангельской области Российской Федерации — опознавательно-правовой знак, служащий официальным символом муниципального образования.
Флаг утверждён 17 февраля 2011 года, в Государственный геральдический регистр Российской Федерации, как нарушающий российские геральдические нормы, не внесён.

## Описание
«Флаг муниципального образования „Котлас“ разработан на основе герба города Котласа и представляет собой прямоугольное полотнище из двух горизонтальных равновеликих полос верхней — белого цвета и нижней — синего цвета с изображением в центре флага герба МО „Котлас“, помещённого во французский щит. Герб представляет собой червленое поле на котором вписана лазоревая трёхлучевая звезда, верхний луч которой обременён золотой звездой о восьми лучах и сопровождён по сторонам двумя такими же звёздами и выше них двумя золотыми елями; поверх всего золотое окрылённое железнодорожное колесо (колесо в центре трёхлучевой звезды, крылья выходят за её пределы ниже звёзд, сопровождающих её верхний луч). Соотношение ширины щита к высоте щита, равна 7:8, отношение ширины флага к его длине 2:3. Габаритная ширина основного элемента флага — герба должна составлять 1/5 длины полотнища флага. Оборотная сторона полотнища зеркально воспроизводит лицевую сторону».

## Символика
Белая и синяя полосы символизируют географического положение муниципального образования «Котлас» — на берегу реки. Белый цвет — символ свободы и мира, синий цвет — символ веры, верности и власти.
Толкование символики герба приводится в соответствии с Положением «О гербе города Котласа» (решение Собрания депутатов МО «Котлас» № 391 от 15.02.2007):
В переводе с зырянского языка Котлас (Кодлас) означает «вход», ворота на Север, в Сибирь, в Чудь Заволоцкую. Это крупный промышленно-транспортный узел европейского Севера России.
Три луча звезды символизируют средоточие трёх больших рек, в пересечении которых и образовался Котлас. Три звезды означают деревни, первоначально вошедшие в городскую черту: Жернаково, Осокориха, Петрухонская. Дугообразное расположение звёзд означает крупнейшие в регионе мосты через Северную Двину — автомобильный и железнодорожный.
Крылатое колесо олицетворяет железнодорожный транспорт, развитие которого дало толчок образованию города.
Ёлочки — знак лесного края, а также лесопереработки. Доминирующий золотой цвет элементов герба символизирует восход, рассвет, прогресс развития города.
Лазурь — символ красоты и величия.
Червлень — символ мужества.
Золото — символ богатства, справедливости.